# Улица Манаса (Алма-Ата)
Улица Манаса (каз. Манас көшесі; бывшая Чапаева) — улица в городе Алма-Ата, расположена в Алмалинском и Бостандыкском районах между улицами Нурмакова и Исаева на севере и улицами Ауэзова и Байзакова на юге. Берет начало от улицы от улицы Карасай батыра (быв. Виноградова) и заканчивается улицей Тимирязева. Пересекает улицы: Шевченко, проспект Абая, улицы Мынбаева, Сатпаева, Жандосова, бульвар Бухар-жырау (Ботанический бульвар), улицу Габдуллина. Улица является односторонней от проспекта Абая до улицы Тимирязева, движение разрешено в сторону улицы Тимирязева (ранее этот участок был двухсторонним). Протяженность около 2100 м (2,1 км).

## История
Улица Манаса сформировалась в 1950-60 годах на землях бывшего «Казахского института земледелия» во время строительства жилого массива «КИЗ». Застроена современными жилыми домами и административными зданиями, в которых размещены: Казахский медицинский университет непрерывного образования (бывш. Алматинский государственный институт усовершенствования врачей), детская городская клиническая больница № 1 (ныне Центр детской неотложной медицинской помощи).
В конце 1980-х годов на пересечении с улицей Жандосова было почти достроено здание нового корпуса АГИУВ (Алматинского государственного института усовершенствования врачей), но с распадом СССР работы были прекращены. В 2004 году это здание было реконструировано под бизнес-центр, в котором в 2009 году расположился Международный университет информационных технологий.
Ранее в зданиях на улице Манаса располагались: «Главное управление заповедников и охотничьего хозяйства при Совмине Казахской ССР», правление «Казохотрыболовсоюза», мастерская по ремонту транзисторных радиоприёмников, магазины «Спортохота», «Тянь-Шань», «Ковры».

## Происхождение названия
Изначально была названа в честь Чапаева Василия Ивановича, героя гражданской войны, члена Коммунистической партии. В начале 1990-х переименована в честь Манаса — героя киргизского национального эпоса.

## Общественный транспорт
По улице ходит общественный транспорт:
- Только в южно-западном направлении (по односторонней вверх) от улицы Сатпаева до улицы Тимирязева ходят автобусы № 18 и № 123, с остановками — улица Жандосова, бульвар Бухар Жырау, улица Тимирязева.
- В южно-западном направлении от улицы Жамбыла до улицы Тимирязева и в северном направлении от проспекта Абая и до улицы Жамбыла ходит автобус № 80
- Участок от улицы Габдуллина до улицы Тимирязева является частью разворота для троллейбуса № 7 (однако остановки нет)
- Рядом с улицей Манаса, на улице Тимирязева находится остановка где проходит множество единиц общественного транспорта.

## Галерея

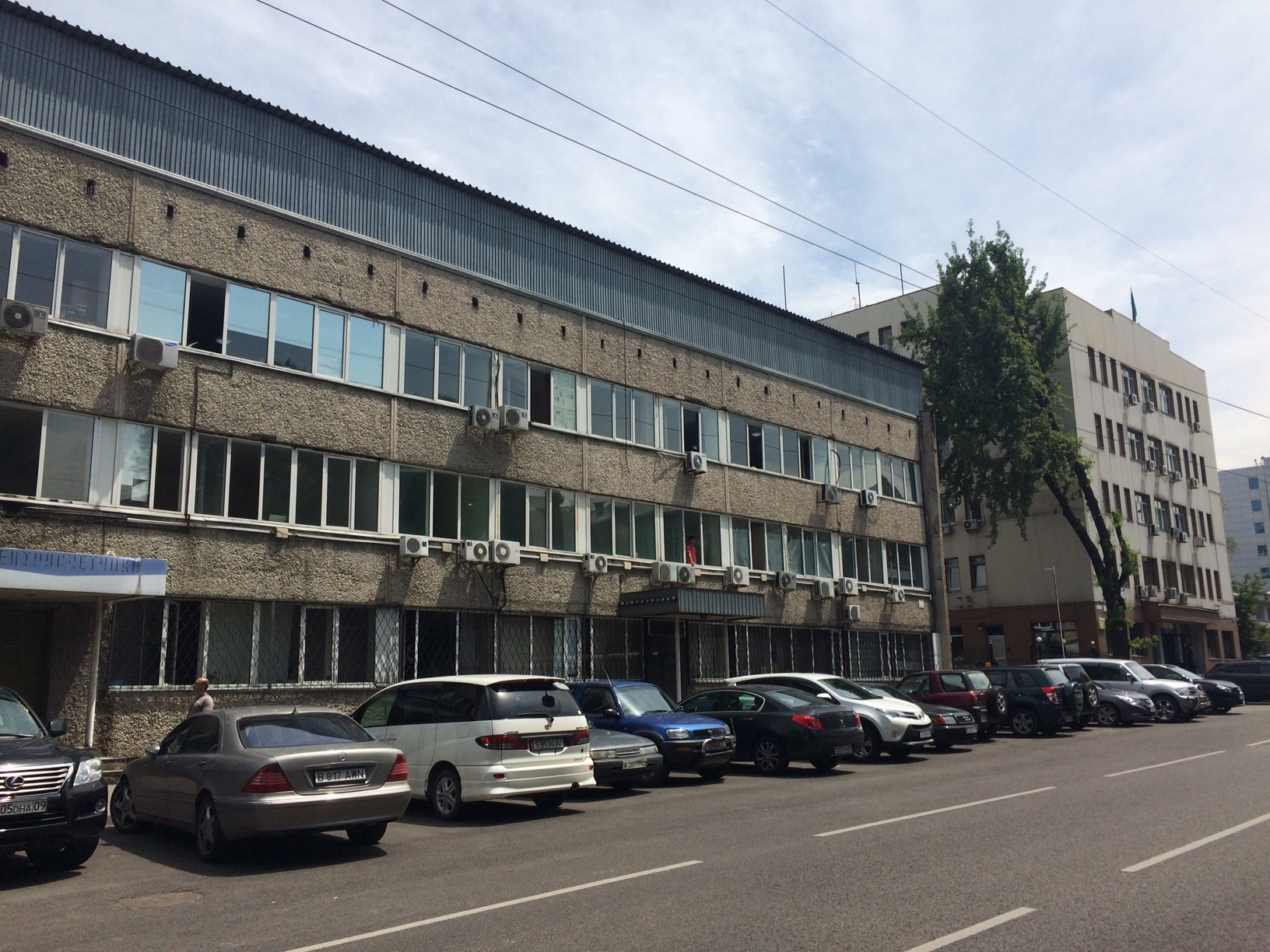
РЭС-2
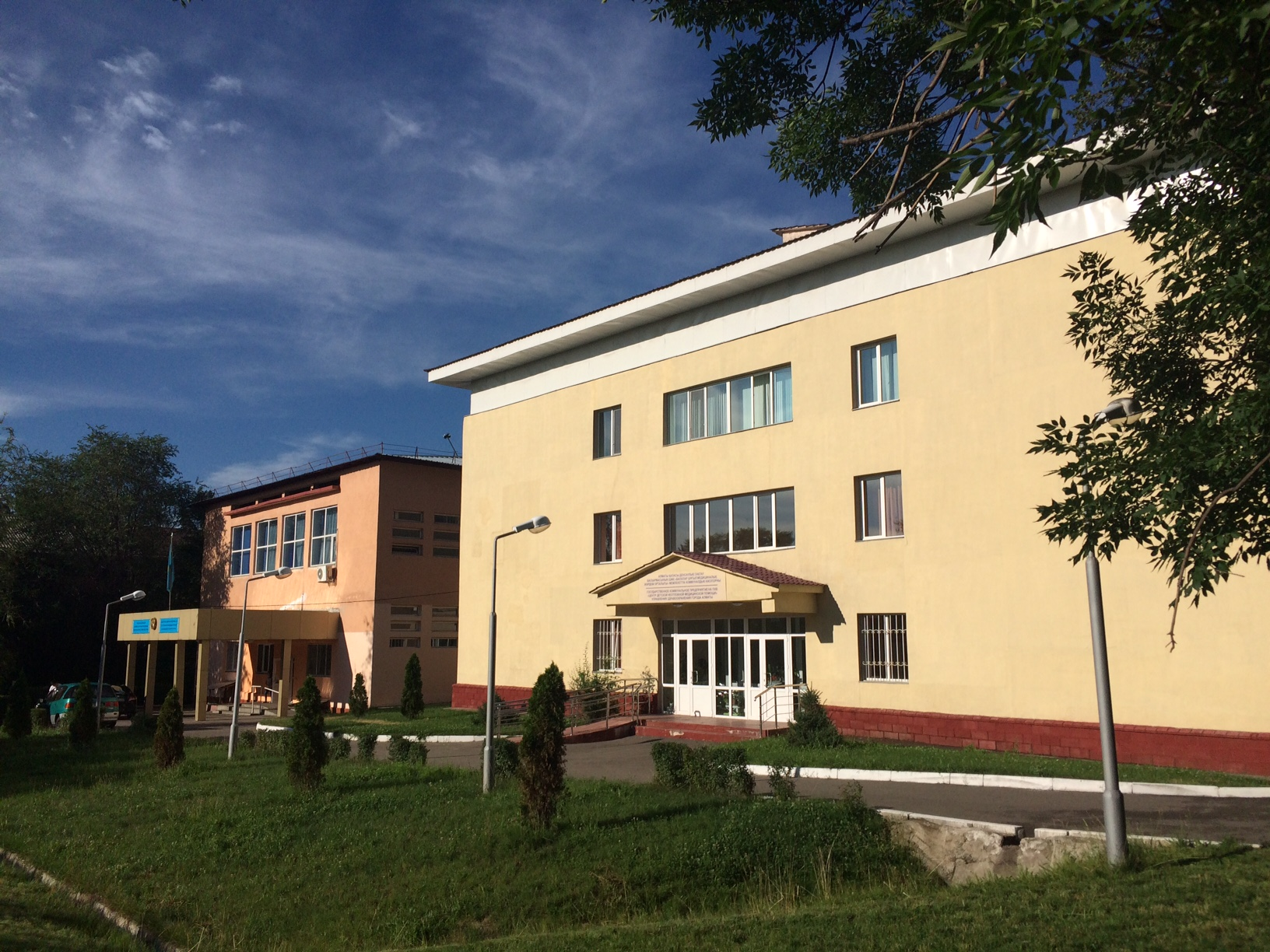
Детская городская клиническая больница №1 (ныне Центр детской неотложной медицинской помощи)
Бизнес-центр SAT
Международный университет информационных технологий